# 北野未奈
北野 未奈（きたの みな、2000年5月20日 - ）は、日本のAV女優。LIGHT所属。

## 経歴
銀座ナンバーワンホステスという触れ込みで『弱冠20歳! 銀座NO.1（某有名高級クラブ）Hカップホステスと大型契約 AVデビュー 北野未奈』（E-BODY）で2021年4月にデビュー。キャッチフレーズは「男を虜にする最高級の美貌とスタイル」。LIGHT所属。
2021年9月、FANZA『トリプルHAPPYキャンペーン2021』のキャンペーンガール（全15名の内の1人）に就任。
2021年9月度のFANZA通販フロア・AV女優ランキング1位を記録。同年12月、『週プレアダルトアワード2021』最優秀新人女優賞を受賞。
2022年2月、FANZA『セクシースイーツキャンペーン2022』のキャンペーンガール（全8名の内の1人）に就任。
2022年5月、本中とFitchのW専属女優として活動していくことを発表。FANZA発表2022年上半期AV女優ランキング3位。
FANZAレンタルフロア・2022年8月の月間AV女優ランキングにおいて1位にランクインした。
2023年4月10日週FANZA動画フロアランキングにて、出演作『ホイホイhome おウチでヤろう（2） 素人ホイホイ・マッチングアプリ・酒・ステイホーム・美少女・お姉さん・女子大生・清楚・巨乳・3発射・ハメ撮り・顔射』（素人ホイホイ/妄想族）が1位を記録。2022年4月に発売された作品が再注目された形となった。
2023年5月22日週FANZA動画フロアランキングにて、『BAZOOKA 冬の大感謝セール コスパ最強ノーカットベスト爆乳限定2749分』（BAZOOKA）が1位を記録。
2023年7月10日週FANZA動画フロアランキングにて、2022年発売の出演作『ホイホイぱんち 23 素人ホイホイZ・個人撮影・美少女・マッチングアプリ・ハメ撮り・素人・SNS・裏アカ・顔射・巨乳・スレンダー・2発射』（素人ホイホイ/妄想族）が1位を記録。
2023年12月5日、自身のX（旧Twitter）にて、本中、Fitchに加え、MOODYZとも専属契約を結んだことを発表。
2024年1月2日、自身のX（旧Twitter）にて、本中、Fitch、MOODYZに加え、ワンズファクトリーとも専属契約を結んだことを発表。ただし、今後もこれまでどおり、月2作品発売というペースに変わりはない。
2024年4月、FANZA『GW大感謝祭2024』のキャンペーンガール（全5名の内の1人）に就任。
同年9月15日には、埼玉県・しらこばと水上公園で開催されたプール撮影会『TREND GIRLS 撮影会 2024』内で行われた「TREND GIRLSファッションショー」に参加し、ランウェイを歩いた。同年12月24日、光文社『FLASH』が独自集計した「FLASHセクシー女優ランキング2024」24位。
2025年5月4日にはTREND GIRLS撮影会2025に参加。「洗練された存在感」が報道された。各メーカーとの契約満了により、同年6月から約4年ぶりに企画単体女優となる。FANZA通販フロア2025年6月度AV女優ランキング6位。同年6月23日週 FANZA通販フロアランキングにて『綺麗なお姉さんが優しい淫語でオチ○ポバカになるまで焦らしてヌイてくれる極上メンズエステ』（h.m.p）が初登場9位ランクイン。同年7月度通販フロア月間AV女優ランキング8位ランクイン。

## 人物

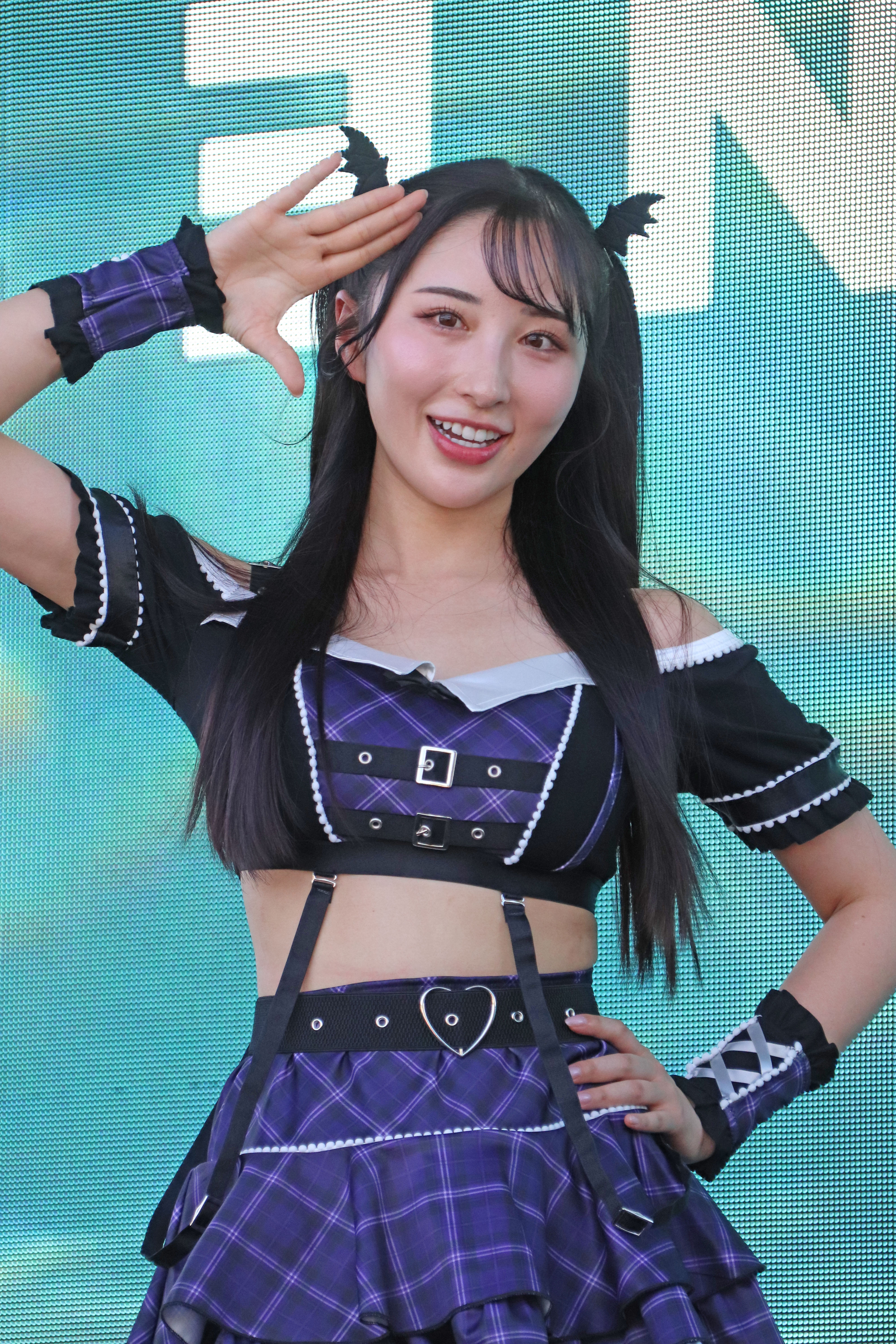
コスプレに扮する北野（2024年）

- AV男優の森林原人は、「フェロモンがたっぷりの美女なのに、無邪気な少女の一面を持ち合わせているのが魅力」、「きれいな薄桜色の乳首」、「母性をたくさん感じられる」と批評している[1]。AVライターの芝田カズは、「全身凶器のような肉感ボディ」と張りのある身体を評価している[25]。
- AV男優の鮫島健介は、「（初対面の会話が）北野でございます。本日は宜しくお願いいたします、こんな丁寧なあいさつは初めて」と対面した感想を述べている。
- 男性向け週刊誌『週刊プレイボーイ』（集英社）では、「歩く公然わいせつヒップ」や「艶尻」と二つ名を付けられている[26]。
- お笑いコンビ・響からはその容姿を「リアルボア・ハンコック」と例えられた[27]。
- 得意技はスパイダー騎乗位[1]。
- プレイとしては攻めるのが好きだが、根はMであり、常に心の中では「〇〇でごめんなさい」と思っており、自身ではこの心理状態を「ごめんなさいSEX」と呼んでいる。目標はデビュー作を越える作品を出すこと[1]。
- 同じ事務所の石原希望からは「北野」と呼ばれている[28]。石原曰く「あいつはやり方がうまい」[28]。

## 作品
◎はBD版発売作品。

### アダルトDVD / BD
- 弱冠20歳! 銀座NO.1（某有名高級クラブ）Hカップホステスと大型契約 AVデビュー 北野未奈（4月13日、E-BODY）[29]
- 銀座NO.1（某有名高級クラブ）Hカップホステス人生初中出し 生ペ●スで性感覚醒! 異常な激イキ3本番 北野未奈（5月13日、E-BODY）
- 彼女の巨乳お姉さんの囁き淫語と密着おっぱい誘惑に敗北なま中出ししちゃった僕。 北野未奈（6月13日、E-BODY）
- ママ不在中…巨乳ホステスがコロナ禍性接待で太客の絶倫チ●ポにイカされ続けた… 北野未奈（7月13日、E-BODY）
- 色気ムンムン女上司に仕組まれた相部屋マラ喰い逆NTR 朝までムチ乳デカ尻中出しプレスで10発ヌカれたボク… 北野未奈（8月1日、ワンズファクトリー）
- コンドームが破れて生ハメになった途端に激しくなる快感とピストン! 欲求不満な爆乳むっちり妻の汗だく中出し肉弾交尾 北野未奈（8月13日、Fitch）
- 会社の飲み会で終電を逃した僕は女上司の誘惑に負けて愛妻を裏切り孕ませ社内不倫してしまった…。 北野未奈（8月13日、溜池ゴロー）
- 唾液を絡ませ自ら腰を振る。素顔丸出し一泊旅行。「 おじさんの肉棒を手放せない発情期編 」 北野未奈（8月25日、ダスッ!）
- 隣家の地味奥さんに欲情した童貞の僕が 立場逆転 汗だく逆種付けプレス で躾けられてしまった時の話です。 北野未奈（8月25日、マドンナ）
- 全裸よりエロい逆バニーお姉さん 誘惑杭打ち騎乗位中出しホールド 北野未奈（10月5日、BeFree）[30]
- むっちむち爆乳ナイスボディの美人ホステスは性欲剥き出しチ○ポ中毒! 北野未奈（10月5日、Fitch）
- 最高に美人で最高に下品なNo.1高級ホステス嬢とチ●ポがバカになる不倫中出し 北野未奈（10月5日、MOODYZ）[31]
- 高スペック女子を抱きたいッ Hカップ港区女子とエロすぎリゾートプールデート死ぬほどSEX好きな肉食系中出し 4発（10月5日、ナンパJAPAN）
- ボイン大好きしょう太くんのHなイタズラ 北野未奈（10月7日、グローリークエスト）
- 感じすぎていっぱいおもらしごめんなさい… 30 北野未奈（10月12日、セレブの友）
- 出張先のホテルで苦手な上司とまさかの相部屋… 巨大な上司のアレに寝る間も惜しんで犯された屈辱的な夜 北野未奈（10月12日、クリスタル映像）
- SNSで噂の裏垢お姉さん野外でも下品丸出し公然猥褻ビッチ 色気ダダ漏れ誘惑逆ナンパでホテルに連れ込まれて痴女種付け!! 北野未奈（10月19日、MOODYZ）
- 銀座No.1の巨乳ホステスから金欠であしらわれた腹いせに監禁キメセク潮吹きオーガズム 北野未奈（10月19日、OPPAI）
- 北野未奈の痴女テクポルノスター!!（10月19日、kira☆kira）
- 鉄板! 初降臨! Hcup巨乳 極上の女が涎・汗・愛液塗れで卑猥に乱れる! 激鬼突きピスで立体的3Dセックス意識は遠のき快楽溺れる! 北野未奈（10月19日、TEPPAN）
- 美貌と気配りNO.1のHcupホステス 北野未奈 E-BODY全4タイトル全コーナー入り12本番コンプリートBEST8時間（10月19日、E-BODY）※単体ベスト
- 僕だけが知っている女上司の裏顔。ママより優しい完全肯定淫語フェラで竿がバカになるまで焦らされ続けたデート後の猛烈なベロキス中出し（10月26日、本中）[32]
- 都合のイイ団地妻昼下がり不倫。 欲求不満な爆乳ボディに何度も中出し放題（10月26日、痴女ヘブン）
- 押しに弱い巨乳看護師は俺のチクシャ当番 北野未奈（11月2日、Fitch）
- 「店長、今日は帰らせないから…」時短営業逆NTR 閉店後、妻に隠れて密になる2人。子宮に擦り付けイキ狂う腰使いに何度も何度も中出ししてしまった僕… 北野未奈（11月2日、MOODYZ）
- 僕の思い通りになる性処理人形を飼育してみた vol.6 北野未奈（11月9日、セレブの友）
- 一人旅で狙われた乳房 レズビアンいいなり温泉旅行 北野未奈 浜崎真緒 波多野結衣（11月9日、ビビアン）
- オトコを拘束し弄ぶ爆ヌキ射精術 攻撃的ヌルヌル乳圧でこってり搾り取る店舗型パイズリclub（11月10日、BAZOOKA）
- 【マジックミラー号25周年記念作品】「カップル限定」マジックミラー号の中で、自慢の彼女を「寝とって」中出し! 令和最強美女6名撮り下ろし + 厳選した6名の総集編付き2枚組8時間SP（11月11日、SODクリエイト）
- ケダモノGALと12時間過ごしたパコログ 12発射ドドーン横浜シャセイ祭 北野未奈（11月16日、kira☆kira）
- 巨乳パーソナルトレーナー ジム終わり相部屋中出し不倫 鍛え抜いた筋肉をぶつけ合って中出ししまくった絶倫性交 北野未奈（11月16日、MOODYZ）
- お姉さんの巨尻が猥褻過ぎて秒殺で悩殺!! 北野未奈（11月16日、MARRION）
- 拘束した状態で金玉カラッポになるまで性感開発! ＜亀頭責め・強制連射・男潮吹き＞骨抜き悶絶射精M性感ヘルス 北野未奈（11月16日、OPPAI）
- 父親が社員旅行で不在の隙にずっと憧れていた義母とヤリまくり中出し生活 北野未奈（11月16日、VENUS）
- 美人のデカ尻人妻が固定ディルド当てゲーム 利き竿イッポン勝負! 見事当てたら賞金100万円! 外せばその場でデカチン即ハメ! ディルドでイッた直後の敏感マ●コに旦那より大きいチ●ポでハメられイキまくった奥様は中出しも拒めないのか!? vol.4（11月16日、はじめ企画）
- 引っ越し作業中、幼馴染の無防備デカ尻に我慢できずバックで何度も中出ししてしまった僕 北野未奈（11月23日、マドンナ）
- 誘惑Tバック家政婦! 北野未奈 ～Hカップ爆乳とTバック尻で精子を搾り取る淫乱家政婦! 北野未奈（12月14日、セレブの友）
- 熟女連れ込み! 他人棒と遊ぶ人妻 盗撮ドキュメントのすべて31 ～親戚の叔母たちに、いかがわしいイタズラをされる甥っ子～ 鈴さん・Iカップ・39歳・身長170cm・欲求不満で我慢できず甥に手を出した叔母 歩美さん・Hカップ・45歳・身長170cm・甥に爆乳を揉まれに来た叔母（12月14日、熟女プライベート）
- 壁が薄い社宅で妻を喘がせまくる僕の絶倫っぷりに上司の奥さんが欲情した壁越し逆NTR不倫 北野未奈（12月21日、溜池ゴロー）
- ドスケベBODYの勝気な女社長とHなご子息 北野未奈（12月21日、グローリークエスト）
- もう息子なしでは生きていけない…。母親が絶頂60回突破するエロス極限トランス中出し 北野未奈（12月21日、VENUS）
- 熟女限定 熟女が部屋にやって来た お持ち帰り盗撮 そのままAV発売へ48 甥に性的興奮を覚える、高身長Iカップの叔母たち編 すずさん/Iカップ/44才/身長170cm/甥っ子に性的いたずらをする痴女叔母 あゆみさん/Iカップ/46才/身長172cm/甥の若いチ●ポの臭いに興奮する叔母（12月21日、熟女バンク）
- 巨乳で可愛い婚約中の彼女が俺の親父に寝取られ種付けプレスされていた。北野未奈（12月28日、ダスッ!）

- タマ奥に残った老廃精子まで強制連射でドバドバ搾り抜く デカ尻巨乳痴女メンズエステ 北野未奈（1月4日、MOODYZ）
- ヤレる人妻回春マッサージ 31 ～中出し交渉盗撮～（1月4日、変態紳士倶楽部）
- 都合のいいときだけ僕を呼び出して君の気が済むまで何度も射精させられて頭が狂いそう 北野未奈（1月14日、h.m.p）
- スペンス乳腺開発クリニック 北野未奈（1月18日、OPPAI）
- いっぱいしゃぶるから… お願い… 挿れて… 潤んだ瞳 淫らな吐息 溢れ出す愛液 トロ顔おねだりフェラチオ 北野未奈（1月18日、エムズビデオグループ）
- 媚薬を他人に仕込まれた人妻女上司がエナジードリンクで覚醒! 翼が生えたようにブッ飛ぶラッキーキメセク相部屋 北野未奈（1月18日、溜池ゴロー）[33]
- バイト先で働く美しい人妻を家に連れ込み中出しセックス 北野未奈（1月18日、VENUS）
- 禁断介護 北野未奈（1月18日、グローリークエスト）
- マジ!? 乳首だけでイケちゃうの!?ノーハンドこねくり暴発チクシャッ! 射精直後の落ち着く暇無しおねだり連射中出しチクビっ痴お姉さん（1月25日、本中）
- 抱かれたくない男に死にたくなるほどイカされて… 北野未奈（1月25日、マドンナ）
- ボーイッシュで男友達みたいな女子は想像以上の大人下着とむっちむち爆乳ナイスボディ 北野未奈（1月25日、ROYAL）
- 淫語女子アナ28 着衣巨乳がシコい! ゴージャスHカップ 北野未奈SP 北野未奈（1月27日、ROCKET）
- 受精宿 子種に飢えた民宿の巨乳姉妹と逆3P種付け性交 北野未奈 有岡みう（2月1日、Fitch）
- この子ヤバイ!! スタッフがオカズにした女 北野未奈（2月1日、S-Cute）
- 絶対本番禁止のデリヘル嬢にナマ中出し! 2  オイル素股でマ○コにチ○コを擦られてたら気持ち良すぎて思わずヌルっとナマ挿入! ダメよイヤよと嫌がりながら中出しされちゃう敏感巨乳嬢（2月1日、グローリークエスト）
- 酒で暴くAV女優の本性! 北野未奈 ～その仮面を剥いだ時、北野未奈の新しい一面が浮かび上がる!（2月8日、セレブの友）
- 【鬼焦らし】射精の瞬間にチ○ポ放置されザーメンお漏らしする‘ルーインドオーガズム’で賢者タイムにもさせてもらえず何度も何度も暴発射精させられる僕【計19発】北野未奈（2月8日、アリスJAPAN）
- お願い! アナル舐めさせて!  肛門クンニ懇願レズビアン 北野未奈 百瀬あすか（2月8日、ビビアン）
- 色白デカ尻の家事代行おばさんに即ハメ! デカチンの虜になった人妻が翌日勝手に押しかけてきたので満足するまで何度も中出ししてあげた 11 北野未奈（2月15日、DEEP'S）
- 生理的に無理なアイツのチ○ポの餌食にされ続けた夫のいない魔の13日間（2月15日、グローリークエスト）
- 親友対決! 固定ディルド腰ふり競争1000回ふらなきゃ帰れまセン!! 13（2月15日、はじめ企画）
- 北野未奈の凄テクを我慢できれば生★中出しSEX!（3月1日、ワンズファクトリー）[34]
- ▲セクシースイーツキャンペーンSpecial DVD!（3月2日、S1 NO.1 STYLE）[注 1][35]
- 追撃の達人 一回の射精で終わると思ったら大間違いなんだから… 北野未奈（3月8日、クリスタル映像）
- 新・世界一ザーメンを大量に発射する男のぶっかけSEX物語 北野未奈（3月8日、ROOKIE）
- 北野未奈（痴女ヤリマン）の体当たり風俗潜入レポート ムラムラ生マ○コ暴走でがっつり本番入っちゃった（確信犯）（3月8日、ROYAL）
- ケツ穴のシワまで丸見えにして、アナタだけに見せつけるオナニーで激イキする15人の女たち!（3月8日、セレブの友）
- 美人で巨乳な社長の愛人秘書に社内で来る日も来る日も耳元で囁かれて密着誘惑中出し 北野未奈（3月15日、本中）
- 美しい巨乳のエグ痴女 北野未奈（3月15日、ドグマ）
- 挑発タイトイズム 北野未奈（3月22日、ミル）
- ドスケベ愛人二人の奪い合い中出し不倫。ジェラシー淫語と暴走杭打ち騎乗位で朝まで射精され続けたボク… 藤森里穂 北野未奈（3月22日、痴女ヘブン）
- 大嫌いな変態上司の乳首こねくりハラスメントでチクイキするまで毎日イジくり犯された私… 北野未奈（4月5日、MOODYZ）
- 完全ドキュメント Hカップ美女が望んだ本気の1日 北野未奈に何度も種付け 北野未奈（4月5日、パコパコ団とゆかいな仲間たち/妄想族）
- 厳選 水着素人ナンパ 今年こそ海でナンパしたいッ! ビキニで開放的になったHな女子と生ハメ4時間（4月5日、ナンパJAPAN）
- 巨乳水着ギャルばかりを狙う海の家ナンパエステ 22（4月5日、変態紳士倶楽部）
- 出張メンズエステで出会った人妻・未奈さんと… 焦らしに焦らされた後、金玉が空になるまで濃密中出しセックスをした…。 北野未奈（4月12日、マドンナ）
- もう、巨根しか愛せない…… 夫のモノより数段太い隣家の男の巨根に溺れた巨乳妻 北野未奈（4月12日、JET映像）[36]
- 自慢の妻をお貸しします。若妻ダッチワイフ 2  北野未奈（4月12日、ながえSTYLE）
- 抜かずのもう一発! 肉体の娯楽ヴァギナ ～名器すぎるオンナの貪りSEX12発射～ 北野未奈（4月19日、kira☆kira）
- お金を貸した同級生の新婚妻を3日間、僕専用メイドで雇って中出し返済させた。 北野未奈（4月19日、MOODYZ）
- バイト先NTR 欲求不満な人妻の愚痴を聞いていたら毎日中出しSEXできた 北野未奈（4月19日、溜池ゴロー）
- 親父の愛人は僕の巨乳家庭教師 母に内緒で不倫中出しSEXをニヤニヤ見せつけられてフル勃起。 北野未奈（4月19日、本中）
- 豪華絢爛! 15人のディルドオナニー ～余計なシーンは全排除! 乱れイキ狂うディルドオナニーだけを完全撮りおろし!（4月26日、セレブの友）
- 悪魔的スローな射精コントロール じっくり肉棒ペットを弄ぶ肉感痴女 北野未奈（5月3日、Fitch）
- ヤリマンワゴンが行く!! ハプニング ア ゴーゴー!! 北野未奈とリズの珍道中 ～いやらしアへ顔クイーン! 最狂トリップアクメでエグとろ中出しドキュメンタリー～（5月3日、桃太郎映像出版）
- ご褒美はお口でネおちんちんを舐めてしゃぶってイカせてくれるおしゃぶり大好きフェラビッチ!（5月3日、グローリークエスト）
- 最低10発はヌクッ!! 巨乳を震わせながらイキまくる何発でも中出しOKの巨乳媚薬サロン 北野未奈（5月10日、unfinished）
- 囮り潜入女捜査官 媚薬オイル拘束拷問無限アクメ中出し篇 北野未奈（5月17日、MOODYZ）
- 姉はヤンママ授乳中 in 実家 実写版 北野未奈（5月17日、E-BODY）
- 北野未奈 完全撮り下ろし激エロ・3SEX!（5月24日、セレブの友）
- 乳首オナニーでイク15人の女たち! ～女の性感スイッチ『乳首』でイキ狂うド淫乱淑女たち!（5月24日、セレブの友）
- てんこ盛り媚薬サロン失禁キメセク快楽堕ち 北野未奈（5月26日、Materiall）
- 君… まさか気持ち良いからって会社の中でイヤラしい声を出しながら射精しちゃうんじゃないでしょうね? 爆乳の女上司にチ○ポとアナルを犯される社内でこっそり声我慢メスイキ調教 北野未奈（6月7日、Fitch）
- 専属 一ヶ月の禁欲の果てに… 理性の吹き飛んだ中出しがある。 アクメ208回 膣痙攣3426回 エロ汁27142cc 絶頂Special 北野未奈（6月21日、本中）
- 憧れのカノジョ 北野未奈（7月12日、クリスタル映像）※単体ベスト
- デカ尻に射精した直後のチ●ポがへなる前に挿入! 追い打ちピストン追撃バック中出し 北野未奈（7月19日、本中）
- 唾液ダラダラ顔面deep舐めフェラチオ（7月21日、Materiall）
- 絶対的上から目線で巨乳痴女が淫語コントロール 射精を支配される究極主観JOI 北野未奈（8月2日、Fitch）
- 北野未奈 PREMIUM SPECIAL BEST 20タイトル8時間（8月9日、ROOKIE）※単体ベスト
- チ●ポが欲しい… 夫の転勤で毎日が退屈すぎるビッチ妻が田舎のオヤジを誘って無償中出し不倫パパ活生活 北野未奈（9月20日、本中）
- 北野未奈 8時間BEST（9月20日、溜池ゴロー）※単体ベスト
- Extreme (過激な) オナニスト! 5 北野未奈 ～ 8オナニー128分（11月8日、セレブの友）

- 北野未奈 本中専属1stBEST（2月28日、本中）※単体ベスト
- 卑猥なカラダで男を誘惑するいつも欲求不満なドスケベ女将は一日何度も快楽を貪りたい超敏感な爆乳ヤリマン痴女! 北野未奈（3月7日、Fitch）
- 俺をナメてるメスガキ姪っ子の生意気マ○コに大人の激ピス種付けFUCKで分からせてやった! ガキのくせに発育しきったHcupのJ系 北野未奈（4月4日、Fitch）
- むっちり肉感管理人さんに挿れ放題付き・1LDK 中出しSEXしたら家賃無料にしてくれる倦怠期妻の物凄い性欲騎乗位 北野未奈（4月18日、本中）
- 絶対会社に知られたくない失敗を犯した部下の妻を脅した俺はずっと嫌な顔されながらむっちり柔らかいパイパンマ○コに中出ししてやりました… 北野未奈（5月2日、Fitch）
- 北野未奈 まるごと完全収録13時間18分BEST（5月9日、セレブの友）※単体ベスト
- 痴漢電車NTR 昨日痴漢した女が死ぬほど嫌いな上司の妻だったので、デカ尻弄びイキ堕ちるまで中出しした。 北野未奈（5月16日、本中）
- 最高のシロウトと最低な親父のうらやまけしからんパコり映像集 J系少女と肉欲ホテル姦 4SEX 360min（5月30日、ナンパJAPAN）
- もの凄いドスケベなくせに絶対に客とは寝ないNo.1高級ホステスは欲求不満が爆発して同じマンションの男を下品に誘惑しまくるド淫乱な絶品グラマラス! 北野未奈（6月6日、Fitch）
- 人妻自宅風俗タワーマンション 旦那の不在中、暇なゴージャス妻2人が自宅貸し切り密着挟み撃ちヤリたい放題 高級ハーレム逆3P中出し 藤森里穂 北野未奈（6月20日、本中）
- オフパコしよ! 肉感SNSビッチの下品な調教 DMでM男クンを呼び出しエグい痴女責め 北野未奈（7月4日、Fitch）
- Hカップ 顔・カラダ・エロス最上級 北野未奈8時間BEST（7月4日、MOODYZ）※単体ベスト
- 北野未奈と互いの変態を曝け出すデカ尻圧殺中出し温泉旅行 ～休むヒマなく圧迫されて勃たされて、精子搾り取られたM男たち～（7月18日、本中）
- 【神回フラグ】‘色気ダダ洩れビールの売り子さん’が登場!! 選手も虜にさせるメジャー級のHcup!! バットと玉の扱いは超一流! ジュルルと卑猥な音を響かせバキュームフェラ & 玉舐めにグングン精子達がアガル! 逃げられないスパイ…【エロフラグ、ギン立ちしました! ＃018】（7月20日、素人CLOVER）※配信作品「れの」(stcv089)のDVD化。
- フェロモン溢れ出すお姉さんの秘められた卑猥な性癖! 匂いたつケツ穴を見せつけ舐めさせ豊満デカ尻肉弾誘惑 北野未奈（8月1日、Fitch）
- 旦那の不在中、底辺クズニートなゴミ部屋こどおじ義兄の絶倫早漏汚チ●ポ肉便器にされて中出しされまくった上級国民美人妻 北野未奈（8月15日、本中）
- 100cmヒップ北野未奈の卑猥な尻コス5シチュで 精子ぶっこ抜き中出し誘導する至高のデカ尻オナニーサポート（9月19日、本中）
- デカ尻女教師が男にまたがりエキスを貪る連続射精種搾りSEX 北野未奈（10月3日、Fitch）
- 私、結婚するの。夜しか会ったことのない都合のいい愛人と昼間からデートしてめちゃくちゃSEXしまくった 最後の中出しホテル不倫 北野未奈（10月17日、本中）
- 妻との妊活のために1ヶ月頑張って溜めたのに… 夫のEDと仕事のせいで SEX出来ないからと乳首が浮き立つノーブラ爆乳で僕の精子を横取りする妻の姉 北野未奈（11月7日、Fitch）
- 過激な競泳水着を着させられて… 羞恥と快楽のせめぎ合いの末、他人棒に中出しまで許した僕の妻… 北野未奈（11月21日、本中）[25]
- 美しい人妻のねっとり甘い接吻と高級ランジェリーSEX 田舎育ちの僕を誘惑する都会暮らしの叔父の妻 北野未奈（12月5日、Fitch）
- いつも強気で弱みを見せない女上司と相部屋… 無防備なおっぱいとどこか寂しげな素顔に発情暴走ピストンで中出ししまくった絶倫早漏のボク… 北野未奈（12月19日、本中）

- 睡眠姦 糞生意気な息子の巨乳嫁を眠剤で眠らせ輪姦レイプ 北野未奈（1月2日、Fitch）
- 妹の性欲モンスター彼氏に恥ずかしいほど中出しでイカされまくったワタシ（姉）… 北野未奈（1月2日、MOODYZ）
- あざと人妻パートさんの誘惑沼にハマり、卒業するまでの半年間、バイト中こっそりショートタイム不倫 シフト5時間精子枯れ果てるまで中出ししまくった思い出の日々。 北野未奈（1月23日、本中）
- 美ボディHカップの痴女! Fitch専属 北野未奈1st8時間BEST（1月30日、Fitch）※単体ベスト
- 「もうイッてるってばぁ!」状態で何度も中出し! 北野未奈（2月6日、ワンズファクトリー）
- 時をかける中出し風俗島 タイムマシンに乗ってオマ●コ探して大冒険! 美少女10人大乱交スペシャル!!（2月20日、本中）◎
- 圧倒的Gorgeous Style 北野未奈 本中2ndBEST 8時間（2月27日、本中）※単体ベスト
- 24Hドラッグストアの巨乳薬剤師 薬乃木さん 原作:ナポりたん 累計17万部超え! 超大ヒット原作をついに実写化! 北野未奈（3月5日、MOODYZ）[37]
- 主観狂い 年下痴女の艶やかな淫語調教 卑猥語でダメおやじを操る巨乳変態女 北野未奈（3月5日、Fitch）
- ちんちんおっきしたらホテル行きだよ 妻の在宅中、職場の女上司に誘われて密着囁きデートで勃起したら即ラブホゲームに負けて何度も何度も中出ししてしまった。 北野未奈（3月19日、本中）
- AV女優8人の意地とプライドを懸けたひたすら生でハメまくり射精させまくり中出しバトルロワイヤル 北野未奈 七瀬アリス 藤森里穂 松本いちか 倉本すみれ 響乃うた 美園和花 弥生みづき（3月26日、本中）
- トロけるベロキスで涎ダラダラ密着! 唾液べっちょり連射中出しチューチュー風俗フルコース 北野未奈（4月2日、ワンズファクトリー）
- ホステス時代、大嫌いだったセクハラオヤジ客が婚約相手の父親にー 毎夜、毎夜、旦那に内緒で危険日の夜も義父に中出しSEXされ続けました 北野未奈（4月16日、本中）
- 単身赴任から半年… 久しぶりの自宅で真っ先に目にしたのは僕の愛する妻が自宅で知らない男達とアヘアへキメセク乱交している姿だった… 北野未奈（5月7日、MOODYZ）
- 超肉感教師が罵倒淫語密着杭打ち! 圧迫ダイナマイト尻チ〇ポ丸呑み搾精11発射!! 北野未奈（6月4日、ワンズファクトリー）
- 弟の僕を世界で1番に愛してくれる巨乳お姉ちゃんの授乳手コキよしよし 北野未奈（6月4日、Fitch）
- いつも口うるさいワンマン元ヤン女社長を黙らす汚ヤジ部下の立場逆転! 仕返し粘着べちょ舐め接吻中出し 北野未奈（7月16日、本中）
- 声出したら中出し! 美少女孕ませきもだめし林間学校 2 七瀬アリス 北野未奈 松本いちか 響乃うた 弥生みづき 新井リマ 倉本すみれ 美園和花 藤森里穂（7月16日、本中）
- 結婚前に働いていた風俗店で出禁にされた中年男がまさか夫の父親だったなんて… 精力絶倫モンスター義父の連射種付けSEXで快楽堕ちした巨乳嫁 北野未奈（8月6日、Fitch）
- 「私がリードしてあげたいのに… イキすぎてごめんなさい!!」 近所の大学生に性の手解きをしてあげるはずが… ご無沙汰過ぎて逆に年下ガン反りチ●ポにマジイキして腰振り 子宮ぐりぐり吸着騎乗位止まらず何度も中出しされちゃう欲求不満妻 北野未奈（8月20日、本中）
- 住む世界が違い過ぎて絶対に交わる事のないはずの男のチ〇ポが欲しくて… 今にも精子が溢れだしそうな肉体労働者達とめちゃくちゃにハメ狂う種付け懇願SEX 北野未奈（9月3日、Fitch）
- タンパク質（ザーメン）欲求の止まらないデカ尻トレーナーに杭打ち騎乗位で何発も搾りとられる連続中出しチントレ 北野未奈（9月17日、本中）
- 死ぬほどシコれる卑猥なドスケベ肉感ポーズ 貴方に向かって淫語を連発する巨尻美女編 北野未奈（10月1日、Fitch）
- 旦那を愛しているのに…危険日に、妊活媚薬エステで全身痙攣・膣収縮・感じ過ぎて開きっぱなしの子宮口に悪徳デカマラ絶倫チ●ポ中出し13発も注がれてしまったワタシ…。 北野未奈（10月15日、本中）
- エロくて優しいシングルマザーとのイチャラブ同人コミック! 実写版! 隣の家の無防備で聖母すぎるギャルママ 北野未奈（11月5日、Fitch）
- 種無し旦那のためにボロ屋敷へ行き30日間精子を溜めた独身男と濃厚種付けセックスを楽しむ人妻 北野未奈（11月19日、本中）
- カメラの前でおしっこする女 5（11月26日、グローリークエスト）
- 新・セクハラ整体NTR 夫が隣に居るのに整体師のもの凄いテクニックで何度も絶頂させられた巨乳人妻ヨガインストラクター 北野未奈（12月3日、Fitch）[38]
- 太客チ●ポは迷わず卑猥なムチムチデカ尻ぶち込み中出しさせる乳首ビンビンどすけべスナックママの下品で過激なアフター鬼枕営業 北野未奈（12月17日、本中）
- 本中’24 夏の大共演 完全版! 大感謝8時間 特別プライス!!（12月24日、本中）

- フェロモンと感度を過剰に増強する香水をつけて びっしょり濡れたマ〇コを激クンニさせて快感を貪る おチ〇ポ中毒肉感グラマラス! 北野未奈（1月7日、Fitch）
- 産後人妻がタイ古式マッサージで恥部をほぐされて… 膣イキ痙攣堕ちアクロバティック体位中出し 北野未奈（1月21日、本中）
- フェロモン溢れるHcupの痴女マスター北野未奈 2ndBEST 全7作品8時間（1月21日、Fitch）※単体ベスト
- 4K機材で撮影された美白ボディを徹底的に堪能! 極限アングルで迫るエロコス爆乳接写オナニーサポート 全肯定淫語スペシャル! 北野未奈（2月4日、Fitch）[39]
- 職場仲間で性格正反対の巨乳2人と交互に浮気SEXを繰り返す不貞な日々 宮本留衣 北野未奈（2月18日、E-BODY）[40]
- 脳をバグらせる変態調教で理性崩壊! 体液垂れ流しくすぐり絶頂エンドレス 北野未奈（3月4日、Fitch）
- うっかり無防備な義母に手を出してしまった僕は親父の出掛けた2秒後に弱みとチ○ポを握られて密着種付けSEXしている 北野未奈（3月25日、マドンナ）
- 北野未奈 本中3rdBEST 14sex48発射（3月25日、本中）※単体ベスト
- 1日1組限定 美人の巨乳女将が癒し淫語とスローな密着手コキでじっくり射精に導いてくれる回春宿 北野未奈（4月1日、Fitch）[41]
- 慰安旅行NTR ～性欲を持て余した会社の上司どもに妻が輪姦された…～ 北野未奈（4月22日、マドンナ）
- こんな時代だから… 庶民的な店で気持ち良くヌキたいじゃないか せんぺろ居酒屋でお腹もチ○ポも大満足! ドスケベ女将の過激な全身リップサービス 北野未奈（5月6日、Fitch）
- 笑顔と爆乳で癒しながら極上のおチ〇ポほぐしで快感エンドレス! 身体の芯から気持ち良い超絶品アジアン回春エステ 北野未奈（6月3日、Fitch）
- ドスケベ不倫妻を派遣します。ガニ股挑発 & デカ尻ブリリン揺らし乳首ビンビンッで卑猥淫語をじっとり囁かれて精子枯れるまでブッコ抜かれたボク 北野未奈（6月24日、痴女ヘブン）
- 女体フェチ図鑑 8 完全全裸60人（6月24日、グローリークエスト）
- 昼顔浮気チ〇ポと1泊2日 ドスケベ巨乳変態マラ喰い人妻のランジェリー不倫性交 北野未奈（7月1日、ワンズファクトリー）
- 休日に彼女と。性欲ヤバメの彼女は温泉よりもSEX、SEX、SEX 北野未奈（7月1日、S-Cute）
- NTR希望中出し依存人妻。「本当は赤ちゃんが欲しいだけだったのに」 北野未奈（7月4日、プレステージ）
- 密室でくいこみマ●コを見せつけて囁き淫語で焦らしヌくAV女優と密着個人撮影会 北野未奈（7月5日、ワープエンタテインメント）
- 原作:アルプス一万堂 俺のマチアプ体験記 ～普通の主婦が一番エロい～ 欲求不満なムッチリ巨乳妻との中出し不貞を忠実実写化!! 原作者完全監修のオリジナルエピソードもたっぷり追加!! 北野未奈（7月8日、マドンナ）
- 競泳水着NTR 色白巨乳で美人な先輩のハイレグ姿にフル勃起 結婚しているにも関わらず濃厚SEXで何度もイカされちゃいました 北野未奈（7月8日、クリスタル映像）
- 「先っちょだけなら舐めてもいいよね…?」 先端ちゅぱちゅぱ & ジュルジュル吸引フェラチオで僕を誘惑してくる、お隣の新婚サレ妻巨乳奥さん 北野未奈（7月8日、グローリークエスト）
- 家庭内愛人契約 北野未奈（7月8日、タカラ映像）
- 何コレ?! こんなの初めてっ!! 媚●がたっぷりしみ込んだ布が、第2の皮膚となって全身を覆う常識破りの快感エステ!! 6（7月10日、LEO）
- 彼女のお姉さんは巨乳と中出しOKで僕を誘惑 北野未奈（7月15日、OPPAI）
- だらしない性格の爆乳叔母さんと、むせ返るようなゴミ部屋で1週間ヤリまくったー。 北野未奈（7月15日、溜池ゴロー）
- 完全プライベート映像 きたみなはヤバい! ガチエロだ! 北野未奈ちゃんと初めての二人きりお泊まり（7月15日、パコパコ団とゆかいな仲間たち/妄想族）
- 爆ヌキ鬼どぴゅパネェ性欲えげつねー卑猥女に唾液にゅっるにゅるでメスサド誘惑されたらもうわしゃオシマイや! いっぱいローションぬ～るぬる! トランス性交 北野未奈（7月22日、ダスッ!）
- ヤバイほど極限まで乱れ狂った「アヘ顔絶頂」オナニー Vol.3（7月22日、セレブの友）
- 綺麗なお姉さんが優しい淫語でオチ○ポバカになるまで焦らしてヌイてくれる極上メンズエステ 北野未奈（7月25日、h.m.p）
- Gカップ港区女子は最強美尻で中出しを誘ってくる みな (26)（7月27日、First Star）

### アダルトVR
- 銀座No.1ホステスとアフターでホテルへ… 徹底的に基本にこだわった 1. 距離感バッチリ 2. キスたっぷり 3. Hcup美巨乳堪能イチャラブSEX VR（6月7日、E-BODY）
- ゴージャスエロボディ女と淫乱密着ホテル不倫… 立ちバックに悶え逆襲の痴女プレイに大狂気! 北野未奈（10月1日、CRYSTAL VR）
- 肌感度120％の絶品BODYべチャべチャ施術 進化型オイルハイブリッドヘルス（10月28日、KMPVR-bibi-）
- この関係終わらせたくないから―何度もキスして、ナマでハメるW不倫中出し温泉旅行（11月15日、本中）
- 飲み会後に突然の大雨。雨宿りついでに僕の家に上がり込んだ会社の同僚と…。（11月22日、KMPVR）
- 泥酔誤認VR アナタの部屋に突撃してきた隣家の巨乳お姉さんが、彼氏と人違いして中出し一番搾り（12月23日、OPPAI）

- ピンサロフェラ特化! シティホテルでフェラ狂いの現役美人ピンサロ嬢に仕事熱心なねちっこいフェラで何度も射精させられた不倫ピンサロ密会VR!!（2月11日、KMPVR）
- 《領域展開/地面特化×天井特化》究極3P密着サンドイッチセックス。オイルでヌルヌルHカップ神乳に前後左右に完全包囲で射精してもやめてもらえない絶頂射精エステ 北野未奈×倉多まお（3月2日、SODクリエイト）
- 全肯定カノジョ。「してあげてるんじゃなくて、君の精子が飲みたいの。いっぱい。」早漏、絶倫の僕をHカップで包み込み、ごっくんと全体位中出しで受け止めてくれるダメ男製造天使。 北野未奈（3月16日、SODクリエイト）
- 地面特化×天井特化Wアングル収録!! プレミアム超高級新人巨乳ソープ嬢 北野未奈（3月16日、SODクリエイト）
- フェラチオ顔VR（3月31日、KMPVR）
- 旦那が帰ってくるまで…リアルタイム進行時間が迫るほど興奮するタイムリミット中出し スリルのあるSEXの味を知った大学時代の先輩の奥さんに、何度も、何度もこっそり関係を求められ続けた不倫中出し体験 北野未奈（4月5日、本中）
- いっぱい舐めてあげる（4月16日、KMPVR）
- 顔特化（4月20日、KMPVR）

- テレパシー × 地面特化 × 高級ラウンジ嬢連れ去りレ×プ 以前僕を冷たくあしらった銀座No.1ラウンジ嬢を連れ去り心の声を読み取りながら、ホテルで一晩中犯し続けた絶倫レ●プ中出し6発 北野未奈（5月30日、MOODYZ）
- ようこそ! 中出し射精サークルへ 男は僕1人だけ!? 本中学園8人の女子に抜かれまくるハーレム中出し夏合宿【8KVR】 七瀬アリス 松本いちか 北野未奈 美園和花 倉本すみれ 響乃うた 弥生みづき 藤森里穂（7月11日、本中）
- 日本一予約が取れない美人熱波師コンビの秘密のアウフグースサービス 他の客たちが次々と離脱していく中、ハーレムサウナ室でナマで抜かれまくった僕。 藤森里穂 北野未奈（12月7日、本中）

- 船橋発サウナレディの王様コース体験　アカスリ～洗体～秘密の中出しマッサージ付フルコース 北野未奈（2月4日、本中）
- S級ボディの美人コスプレイヤーを乳首 & 媚薬調教で無理やり犯しまくって調教完了のはずが まさかの逆転の逆転! 淫語連発で責めてくるガンギマリ痴女が満足するまでぶっこ抜かれた 北野未奈（6月20日、本中）
- 【8K VR】ホテルのバーで出会ったスタイル抜群の美乳ちゃんに顔距離3cm間近で見つめ合い……ベロキス×スパイダー騎乗位で一晩で1週間分の精子吸い取られる 北野未奈（7月1日、unfinished）
- 【8KVR】見るからにスケベな人妻の巨乳ボディは絶えず若い男を求めてる… 北野未奈（7月1日、CRYSTAL VR）
- ぬるぬる淫乱ど変態メイド ご主人様も自分も気持ちよくなっちゃう射精生活 北野未奈（7月7日、KMPVR-彩-）

### アダルト配信
- MINA (sth005)（10月1日、素人ホイホイSH）
- みいな (hoi202)（10月8日、素人ホイホイZ）
- ラグジュTV 1467 美波 25歳 看護師 気品と色気溢れる美人看護師が出演! 妖艶な眼差しと仕草で世の男性を虜に出来そうな小悪魔フェロモンがたっぷり! スレンダーながらも豊かに実ったバストを揺らしていやらしい表情を浮かべながら快楽に没頭する濃密性交!（10月8日、ラグジュTV）
- ミカ (syj002)（10月12日、＃職業女子）
- 【初撮り】【魅惑の曲線美】【Hカップ美女】透明感溢れる白肌に、揉み心地抜群の爆乳を携えた現役JDを発掘。鼻筋の通った端整な顔立ちが、執拗な責めに耐え切れず恍惚の表情へと変貌を遂げ、淫汁を噴き出しながら痴態を露わにしていく。未奈 21歳 大学生（10月19日、シロウトTV）
- みなぱい (yaho018)（10月21日、しろうとヤッホー）
- 百戦錬磨のナンパ師のヤリ部屋で、連れ込みSEX隠し撮り 223 みな 21 舞台女優 巨乳 & 巨尻がエロいスタイル抜群美女を家に連れ込み! 朝起きるとムラムラしたんでそのまま寝起きSEX! 予定があるのにデカチ●ポに負けてよがりまくる!!（10月21日、ナンパTV）
- みな (srty001)（10月24日、しろうと屋）
- 【エンドレス性欲 × 一同ドン引きの絶倫女王 × モノ凄いピストンで中出し搾取SEX】こんなドスケベ見た事ない! 本編開始30秒からもうエロい! ほぼ半裸で登場→注目の的にされ喜ぶド変態JD! 貸し切りプールで水上ご奉仕! 浮き輪in密着パイズリ! ノリ最強NG無しの放尿プレイ! 桃尻にオイルぶっかけ超本気の高速ピストン! 絶倫すぎて一人目撃沈！絶倫同士でカラミ合うガチエロ延長戦! 超濃密なまハメ3回戦!! ZETSU-RIN JD【なまハメT☆kTok Report.30】 みな 20歳 ZETSU-RIN JD（10月24日、DOC）
- Mina (ore798)（11月5日、俺の素人）
- 【筋金入りの搾り取られる淫乱フェラ!!】 初回から超ド級女降臨! こんな女に出会いたかった! ド淫乱ボディ&超美形! アプリで遊び相手を探すイマドキ専門学生はお酒好き、酒のつまみはアプリで見つけた男と電マ!! どエロさ120満点! よだれ汁ダラダラ吸いつくような舐めといやらし手つきフェラで男を100%イカせるフェラ自慢を見よ!! 乳好き尻好き全員集合!? 魅惑のセックステクは超必見! 【エロのスジガネ NO.1 みな】（11月5日、SUKEKIYO）
- 【Hカップ! 史上最強ゴージャス美女】ノーブラ爆乳アロマセラピストを彼女としてレンタル! 口説き落として本来禁止のエロ行為までヤリまくった一部始終を完全REC!! 過去に類を見ないイイ女なので今回特別に大型リムジンをチャーター! テンあげしまくって車内で極上パイズリ & 生ハメSEX!! 移動するリムジンの中でH爆乳を揺らして中出し懇願する生粋のドスケベ女子!! ホテルでも思う存分生ハメ恋人SEX!! 最高にエロい小悪魔ご奉仕とイキまくりコスプレ性交が最高にエロい!! 「たくさん動いて!!」「一緒にイキたいっ!!」「イくイくイくぅう!!」史上最高にゴージャスな女と濃密ベロチューSEXしまくった神回を見逃すな!!! ミナちゃん 26歳 爆乳アロマセラピスト（11月21日、プレステージプレミアム）
- みな (opcyn221)（12月31日、おっぱいちゃん）

- みな (scute1181)（1月7日、S-Cute）
- みな 2 (scute1182)（1月8日、S-Cute）
- ミナ (wkas009)（1月31日、訳あり素人）
- 北野さん (ptpj005)（2月7日、ピタパン女子）
- 【祝100人突破記念!! W極上巨乳美女とクリパで大乱交】 垢BANスレスレの過激なエロ動画を配信している2人組Y○uT○ber参戦!! 出た精子はごっくんしないと気が済まない♪ザーメン好きの変態性癖! ハイテンションの極エロパーティー!! たっぷり6発射でホワイトクリスマス!! ＜エロい娘限定ヤリマン数珠つなぎ!! ～あなたよりエロい女性を紹介してください～100・101発目＞ りさ 21歳 / もえ 21歳 垢BAN寸前Y○uT○ber（2月11日、プレステージプレミアム）
- 家まで送ってイイですか? case.194 広沢さん 21歳 キャバ嬢 【今回は全面エロ回! SEX菩薩は実在した!】 全てのチンコに「ありがとう」という文字を描きながら舐める⇒奇跡のフェラ顔! 枡○絵理奈似のGカップキャバ嬢 ⇒ 1時間ずっと男の目を見ながらのセックス…全員必ず好きになる! ガンギマリ洗脳SEX (騎乗位多め) ⇒すごい舌技! これぞバキュームローリングスプラッシュフェラ & ねっとりしっとり即アナル舐め ⇒ 生きてて良かった… これが本当の「ありがとう」（2月18日、ドキュメンTV）
- 未奈 (hibr022)（2月28日、日払いちゃん）
- 【≪女性用風俗レポ≫ 弩級の痴女テクでイケメンセラピストを返り討ちにするH乳インフルエンサー】 1ヶ月のオナ禁を経て女性用風俗ガチ体験! 生ぬるい性感マッサージに欲求不満のズブ濡れマ●コが限界突破! 禁断の本番、癒しのねっとりセックス… なんかじゃ物足りない! ゴムを剥ぎ取り問答無用の騎乗位生ハメ! 飢えたマ●コが精子をゴク飲み! 本気セックスで延長戦突入! 「なに勝手に動いてんの」ディープスロート、チンぐりアナル責め、グラインド&スパイダー&杭打ち騎乗位etc… 男体を弄ぶノンストップ痴女! チ●ポが潮を吹くまで根こそぎ搾り取る衝撃のレポを大公開!! 【あまちゅあハメREC＃みなみ＃23歳＃フェロモン垂れ流し神ボディ痴女＃インフルエンサー】（3月8日、MOON FORCE）
- みか (idjs089)（3月14日、今ドキ女子の性事情）
- 美代 (mcht001)（4月4日、待ち伏せハンター）
- れの (stcv089)（4月8日、素人CLOVER）
- 【至高のデカパイ×デカ尻ムッチリボディ♪ 性欲旺盛グラマラス美女】バイト先の店長とイチャラブ不倫SEX♪ 『汚いのがいい♪』身体を洗わないままお互いのアナルをprpr舐め合いグチョ濡れビンビン! 奥さんに負けじと絶頂を繰り返しながら一心不乱に腰を振りまくる♪妊娠覚悟の中出し生ハメ3発射!!! 【しろうとハメ撮り＃みな＃23歳＃アルバイト】（4月20日、MOON FORCE）
- 帰れない二人 朝日が昇っても終わらない… 北野未奈（5月25日、BOTAN）
- みな 3 (scute1291)（11月27日、S-Cute）

- りさ & もえ (jzt039)（12月24日、ぎがdeれいん）

- MiiNa (gdrt028)（1月7日、ぎがdeれいん）

- 【俺のチ◯コに沼ってる女】せフレの品格。Hカップちゃん、26歳、最強セフレ。（7月1日、Jackson）
- 【令和の美貌毒女。一度堕ちたら抜け出せない 膣楽園 へといざなう…】禁断の寝取りドキュメント!! 抜群スタイル×完璧美顔。そんな美人が迫ってきたらもう逃れられないですよね…? 捕まえた男に近づき「わざと」胸を当て上目遣いで見つめ、彼女を忘れホテルへ…。後悔する間もなく部屋に入った途端濃厚ベロキス、「彼女より気持ちいいでしょ?」その言葉に背徳の快楽を知ってしまい…【NTRリバース】 ナミちゃん 24歳 脱毛サロン勤務（7月13日、プレステージプレミアム）
- 【4K】単身赴任男を際どい水着で寝取りました… 北野未奈（7月1日、クリスタル映像）※『競泳水着NTR 色白巨乳で美人な先輩のハイレグ姿にフル勃起 結婚しているにも関わらず濃厚SEXで何度もイカされちゃいました 北野未奈』の一部を抜粋した配信作品。
- kinomi (tow028)（7月1日、素人ホイホイtower）
- みな 4 (scute1510)（7月1日、S-Cute）
- MANA (hhl139)（7月7日、素人ホイホイLOVER）

### イメージDVD
- 湯女美人 北野未奈（2023年1月25日、スパイスビジュアル）
- 美女のハダカ 北野未奈（2025年5月28日、スパイスビジュアル）

### 写真集
- 北野未奈1st写真集 Look at Me（2022年4月14日、徳間書店、撮影：野澤亘伸）ISBN 978-4-19-865448-1 [42]
- 蜜ぱら 北野未奈（2025年4月18日、竹書房、撮影：マキハラススム）ISBN 978-4-8019-4429-9 [43]

### ポーズ集
- スーパー・ポーズブック ゴージャスボディ編 北野未奈（2022年7月14日、コスミック出版、撮影：KANJI）ISBN 978-4-7747-9262-0

### デジタル写真集
- トリプルHAPPYキャンペーン 2021電子ふぉとぶっく（2021年9月3日、FANZA BEAUTY COLLECTION）[注 2]
- セクシースイーツキャンペーン2022オリジナルフォトブック（2022年2月7日、FANZA BEAUTY COLLECTION）[注 3]
- 北野未奈ヌード写真集「おもてなし」 週刊大衆デジタル写真集NUDE : 24（2023年6月12日、双葉社、撮影：篠原潔）[44]
- GW大感謝祭2024 Special Photo Book（2024年4月26日、FANZA BEAUTY COLLECTION）[注 4]
- 北野未奈 さくら色のLovely Ring（2025年4月25日、徳間書店、撮影：佐藤裕之）

## 製品

### トレーディングカード
- Girl’s Party Collection -THE FAN♡FUN Trump- 第2弾（2022年8月8日、Girl‘s Party Collection）

### カレンダー
- 北野未奈 2025年カレンダー（2024年11月9日、SUNCARAT）
- 卓上 北野未奈 2025年卓上カレンダー（2024年11月9日、SUNCARAT）

### アダルトグッズ
オナホール
- AVミニ名器 北野未奈（2022年8月1日、日暮里ギフト）
- 名器覚醒 北野未奈（2022年8月22日、日暮里ギフト）
- 吸って蠢く 生腰名器 北野未奈（2022年11月23日、日暮里ギフト）
- 極嬢フェラ アマガミ舌技 北野未奈（2023年4月20日、日暮里ギフト）

ローション
- 北野未奈のAV名器汁ローション 80ml（2022年8月1日、日暮里ギフト）
- 覚醒淫液 北野未奈 80ml（2022年8月22日、日暮里ギフト）
- 北野未奈の生腰名器汁 80ml（2022年12月16日、日暮里ギフト）
- 北野未奈のよだれローション 80ml（2023年4月20日、日暮里ギフト）

## 出演

### テレビ
- ビ～チ9（2021年11月、テレビ埼玉） - マンスリーゲスト

### CM
- フィンドム（2021年10月1日、アートメディア）[45]

### ウェブテレビ
- カチコチTV（2021年9月24日、10月1日、FANZA見放題chライト）

### 雑誌
- 月刊FANZA 2021年10月号（ジーオーティー）- インタビュー「こんなにエロくなりました。」
- 週刊アサヒ芸能 2022年2/3号（徳間書店）- 袋とじ「恥丘百景 北条麻妃 / 北野未奈 / 橋本ありな」
- 週刊実話 2022年3月10日号（日本ジャーナル出版）- 袋とじ「むっちりたわわ」
- FLASH 2022年4月26日号（光文社）- 袋とじ「Hcup 温泉ヌード」
- 実話BUNKAタブー 2022年7月号（コアマガジン）- 豪華愛蔵袋とじ「デビュー1周年記念 北野未奈を独り占めする全裸の時間」